# ژان‌باتیست آندره‌آ
ژان‌باتیست آندره‌آ (به فرانسوی: Jean-Baptiste Andrea) زادهٔ ۴ آوریل ۱۹۷۱ در سن-ژرمن-آن-له در حومهٔ پاریس، نویسنده و کارگردان فرانسوی قرن بیست و یکم است.

## زندگی‌نامه
ژان‌باتیست آندره‌آ مادری ایتالیایی‌تبار دارد. او کودکی و نوجوانی‌اش را در شهر کن (فرانسه) سپری کرد. در ۱۹۹۳ از مؤسسه مطالعات سیاسی پاریس و در ۱۹۹۶ از دانشکده بازرگانی ESCP فارغ‌التحصیل شد.

## سینما
او کار در سینما را با تدوین سناریو فیلم Dead End در ۲۰۰۳ آغاز کرد. در ۲۰۱۳ سناریوی فیلم «رفاقت اشک‌ها» (La Confrérie des larmes) را نوشت و خود آن را کارگردانی کرد.

## ادبیات
آندره‌آ در ۴۶ سالگی نخستین رمان خود را با عنوان ملکهٔ من (Ma Reine) منتشر کرد و موفق به کسب بیش از ده جایزهٔ ادبی شد. در ۲۰۲۱ رمان شیاطین و قدیسان (Des diables et des saints) را نوشت. انتشار رمان زیرنظر داشتن آن زن (Veiller sur elle) در ۲۰۲۳ جایزه گنکور را برایش به ارمغان آورد. موضوع این رمان مبارزهٔ خستگی‌ناپذیر یک زن برای رسیدن به آزادی در رژیم فاشیستی موسولینی است.